# Carl Gustav Alexander Brischke
Carl Gustav Alexander Brischke (17 december 1814 - 1897) was een Duits entomoloog.
Briscke kwam uit Gdańsk, wat in die tijd nog Danzig heette, in West-Pruisen. Hij werkte voornamelijk aan tweevleugeligen (Diptera) en vliesvleugeligen (Hymenoptera), met name de gewone sluipwespen (Ichneumonidae) en schildwespen (Braconidae).
Zijn collecties van wespen en mieren zijn verdeeld over het Staatliches Museum für Naturkunde, Danzig, Polen, het Zoologisches Museum Königsberg, Duitsland en in het Zoölogisch museum van de Universiteit van Kharkov (Oekraïne).

## Werken
Hij was de auteur van: 
- Die Hymenopteren des Bernsteins. Schriften der Naturforschenden Geselschaft in Danzig, (NF), 6 (3), 278-279 (1886)
- Die Ichneumoniden der Provinzen West und Ostpreußens. Sehr.naturf. Ges.Danzig , (NF), 5 (3): 121-183 (1882) (met Hermann Reinhard)

- Gemeinsame Normdatei: 142098213
- Virtual International Authority File: 123929274
- WorldCat: E39PBJp9xXjcqpCgg73yvTVV4q